# Њитранске Сучани
Њитранске Сучани (слч. Nitrianske Sučany) насељено је мјесто са административним статусом сеоске општине (слч. obec) у округу Прјевидза, у Тренчинском крају, Словачка Република.

## Становништво
| Година:    | 1994. | 2004.   | 2014.   | 2024.   |
| ---------- | ----- | ------- | ------- | ------- |
| Број људи: | 1190  | 1259    | 1215    | 1202    |
| Разлика:   |       | +5,79 % | -3,49 % | -1,06 % |

| Година:    | 2023. | 2024.   |
| ---------- | ----- | ------- |
| Број људи: | 1200  | 1202    |
| Разлика:   |       | +0,16 % |

Према подацима о броју становника из 2011. године насеље је имало 1.218 становника.